# Droga A216 (Rosja)
Droga A216 (ros. Автомобильная дорога А216) – droga znaczenia federalnego w Rosji, znajdująca się w całości na obszarze obwodu królewieckiego. Rozpoczyna się w Tołpakach na skrzyżowaniu z drogą A229, biegnąc dalej przez Sowieckoje i Bolszakowo aż do Sowiecka, gdzie poprzez przejście graniczne oraz most nad Niemnem łączy się z litewską drogą magistralną A12.

## Trasy międzynarodowe
Droga A216 jest w całości częścią trasy europejskiej E77.